# Скаетон К-10 Swift
Скаетон К-10 Swift – надлегкий літак українського виробництва.

## Технічні характеристики літака
| Модифікація                                                    | K10 ULM                       | K10 LSA                       |
| -------------------------------------------------------------- | ----------------------------- | ----------------------------- |
| Розмах крила                                                   | 8,5 м                         | 9,1 м                         |
| Маса пустого (без BRS),                                        | 335 кг                        | 335 кг                        |
| Двигун                                                         | ROTAX 912 UL                  | ROTAX 912 ULS                 |
| Потужність                                                     | 80-100 к.с. 115 к.с. (форсаж) | 80-100 к.с. 115 к.с. (форсаж) |
| Максимальна швидкість польоту,                                 | 225 км/г                      | 225 км/г                      |
| Максимальна швидкість з випущеними закрилками,                 | 120 км/г                      | 120 км/г                      |
| Максимальна дальність польоту,                                 | 650 км                        | 650 км                        |
| Швидкість відриву,                                             | 81 км/г                       | 85 км/год                     |
| Швидкість завалювання (закрилки прибрані, режим двигуна "МГ"), | 78 км/год                     | 82 км/год                     |
| Розбіг\пробіг,                                                 | 130\90 м                      | 100\75 м                      |
| Швидкопідйомність біля землі,                                  | 5/7 м/с                       | 6 м/с                         |
| Ємність паливних баків,                                        | 65 л                          | 80 л                          |
| Ємність багажного відсіку,                                     | 300 л                         | 360 л                         |
| Крейсерська швидкість (обороти двигуна 5000 об/хв),            | 200 км/г                      | 180 км/г                      |
| Максимальна злітна маса,                                       | 575-625 кг                    | 575-625 кг                    |
| Експлуатаційне перевантаження                                  | +4.4/-0.5                     | +3.8/-0.5                     |

## Опис конструкції літака
Фюзеляж К10 SWIFT напівмонокок з тришаровою вуглепластиковою несучою обшивкою, має чотири лонжерони. У центральній частині фюзеляжу знаходиться ферма, зварена з високоякісної нержавіючої сталі, що забезпечує високу надійність літака.
Крило металеве, класичної конструкції з модифікованим профілем NACA 23015, виконано за однолонжеронною схемою з працюючою обшивкою носка. Механізація крила складається з щілинних закрилків і елеронів. Завдяки особливій конструкції кріплень консолі крила, вони легко від'єднуються і переводяться в транспортне положення двома людьми за 5 хвилин, таким чином, не потрібний великий ангар для зберігання літака, а його транспортування не спричиняє проблем.
Оперення забезпечене електричними тримерами керма висоти і напряму, завдяки чому досягається мінімальне навантаження на органи керування. 
Керування літаком дубльоване, з класичними ручками управління і педалями, регульованими по росту обох пілотів. Для пілотів з порушенням функцій опорно-рухового апарату, можливе встановлення спеціального ручного керування літаком. 
Конструкція шасі з передньою керованою амортизованою стійкою; основні стійки шасі мають дискові гідравлічні гальма, що забезпечує легкість управління літаком, навіть на непідготовлених майданчиках.
Містке багажне відділення від 300 до 360 літрів, залежно від модифікації. Крім того, в усіх версіях спинка сидіння може складатися для повного доступу у багажне відділення. Спеціальна сітка у багажному відділенні утримує вантаж від переміщення. 
Безпека польотів - це ще одна найважливіша риса К10 SWIFT. Передова технологія сумісності елементів конструкції зі встановленою швидкодіючою парашутною рятувальною системою До-500 COBRA або BRS, гарантує безпеку пілота при виникненні екстремальної ситуації
На літаку встановлений надійний двигун Rotax 912: 80/100 к.с. (який може працювати як на автомобільному бензині з октановим числом 95, так і на авіаційному бензині 100LL) з трилопатевим шаблеподібним гвинтом зі змінюваним кроком. 
Можливість установки будь-якого устаткування за бажанням замовника.
Індивідуальність спочатку була ключовою умовою проекту. Кожній деталі інтер'єру приділена особлива увага: розробка індивідуального дизайну кабіни за бажанням замовника, сидіння - планерного типу, що дозволяє рівномірно розподіляти навантаження на пілота. K10 SWIFT має один з найпросторіших салонів у своєму класі з ефективною системою вентиляції  повітря від зустрічного потоку.

## Призначення літака
К10 SWIFT - багатоцільовий літак, призначений для вирішення широкого кола завдань, таких як:
- навчання пілотів;
- навчання техніці спортивного пілотажу, тренування льотного складу;
- патрулювання і моніторинг територій і об'єктів;
- огляд лісів і виявлення пожеж;
- огляд нафтопроводів і газопроводів;
- огляд ліній електропередач;
- ведення пошукових робіт;
- геологічна розвідка, аерозйомка місцевості;
- кригова розвідка;
- буксирування планерів;
- перевезення пошти, вантажу, багажу;
- повітряні прогулянки;
- туристичні польоти;
- ділові польоти;

## Аварії та катастрофи
- 27 липня 2024 року розбився літак що здійснював тренувальний політ з аеродрому Цунів, курсант, що пілотував літак, загинув[1][2].